# Roucy

Roucy este o comună în departamentul Aisne din nordul Franței. În 1 ianuarie 2022 avea o populație de 375 de locuitori.